# Nicolas de La Mare
Nicolas de La Mare (ur. 23 czerwca 1639 w Noisy-le-Grand, zm. 25 sierpnia 1723 w Paryżu) – francuski prawnik, przedstawiciel policystyki, autor "Traktatu o policji" (Traité de la Police).
Po podróży do Rzymu w 1664, przeniósł się do Paryża, gdzie kupił urząd prokuratora, a następnie w 1673 komisarza paryskiego więzienia Châtelet. Dostrzeżony przez Ludwika XIV otrzymał zadanie zbadanie ewentualnych nieprawidłości przy budowie Wersalu i wyznaczaniu cen ziarna. W 1667 Guillaume de Lamoignon - pierwszy prezes parlamentu paryskiego zasugerował mu napisanie podręcznika do nauki administracji (wówczas zwanej nauką o policji, czyli policystyką). Dzięki pomocy Nicolasa de La Reynie oraz Étienne Baluze mógł korzystać z państwowych archiwów oraz bogatej biblioteki Colberta. W uznaniu swych zasług otrzymał nagrodę w wysokości 300 tysięcy liwrów. Jego dwutomowy "Traktat o policji" jest uważany za bardzo ważne dzieło w historii administracji publicznej XVII i XVIII wieku.